# Fridlysning
| Fridlysning |
| --- |
| Alla ormar, kräl- och groddjur är numera fridlysta i Sverige. - Betydelse: Skyddande av hotade arter (främst växter och djur) - Olika ord: Fridlysning och fredning - Lagrum: Kapitel 8 i miljöbalken (Sverige), Bernkonventionen (1979), EU:s habitatdirektiv |

Fridlysning, även fredning, är en metod som används för att skydda växt- och djurarter som riskerar att försvinna eller på annat sätt hotas. Fridlysning kan ske från regional och ända upp till internationell nivå. I Sverige har Statens naturvårdsverk år 2015 fridlyst 303 arter på riksnivå.

## Beskrivning
Fridlysning innebär att individer av en art inte får plockas, samlas in, dödas eller skadas på något annat sätt. Det är då också vanligt att man då inte heller får avlägsna eller skada frön, ägg, rom eller bon. I andra fall utsträcker sig förbudet bara uppgrävning eller plockning av individerna för försäljning.
Fridlysning regleras via olika lagar på svensk eller internationell nivå. I Sverige finns bestämmelserna i kapitel 8 i miljöbalken (tidigare i kapitel 14 i naturvårdslagen); det reglementet ger i första hand skydd för arter i riskzonen för att helt dö ut eller bli offer för plundring. Bernkonventionen (1979) och EU:s habitatdirektiv är exempel på internationella konventioner som kan leda till fridlysning i Sverige och/eller andra länder.
Den internationella handeln med sällsynta arter kan ibland leda till fredning av en art. Detta är bland annat fallet med fridlysningen i Sverige av alla orkidéarter.
Fredningen av en art innebär dock inte ett skydd mot den pågående markanvändningen i form av exempelvis jord- eller skogsbruk. Därför behöver fredningen ofta kompletteras med någon typ av områdesskydd.

## Historik och omfattning i Sverige
Bestämmelser för fridlysning började införas i Sverige i början av 1900-talet.
I Sverige var (år 2015) 303 olika arter fredade nationellt. Detta gällde då:
- 43 orkidéer (samtliga arter i landet)
- 186 andra kärlväxter
- 11 mossor
- 8 lavar
- 5 svampar
- 20 grod- och kräldjur (samtliga arter i landet)
- 28 olika ryggradslösa djur

Fridlysning kan i Sverige också göras på länsnivå eller i en del av ett län. Exempelvis var 1996 idegran fridlyst i tio län och fältsippa i fyra län. Fridlysning för hela landet hanteras av Naturvårdsverket, medan länsstyrelser sköter det på länsnivå.

### Omvänd fridlysning
För vilda däggdjur och fåglar gäller i Sverige en så kallad omvänd fridlysning. Alla vilda fåglar och däggdjur (inklusive fladdermöss) är fredade enligt jaktlagen (SFS 1987:259) och jaktförordningen (SFS 1987:905), med undantag för vissa möjligheter till skyddsjakt och för att det under vissa tider på året råder jakttid för en del arter. Det är därmed inte tillåtet att fånga, skada, döda eller ta hem fåglar eller fladdermöss, igelkottar eller andra däggdjur. Det är inte heller tillåtet att samla in fågelägg eller att skada bon.
Motsvarande fredning finns av fiskar, en del kräftdjur och olika ryggradslösa djur som lever i vatten, med hänvisning till fiskelagen och fiskeriförordningen.
Dessutom är alla vilda arter av grodor, ödlor och ormar sedan 1 januari 2000 fridlysta i hela landet. Sedan tidigare är även alla grod- och kräldjur i Danmark och Norge fridlysta. Huggormen är liksom övriga ormar fridlyst, men om den påträffas på tomtmark får den infångas och flyttas. Om det inte är möjligt att fånga ormen och någon annan lämplig lösning inte finns får den dödas.
De vanligaste arterna (kopparödla, mindre vattensalamander, skogsödla, vanlig groda, vanlig padda och åkergroda) får tas upp och studeras om den inte flyttas från platsen och ska snarast sättas tillbaka där de infångades. Det är också tillåtet att samla in rom och yngel i begränsad omfattning och förvara dessa för studier av utvecklingen. När ynglen har utvecklats till vuxna djur ska de snarast sättas tillbaka på den plats som de samlades in.